# Мільйонер — Гаряче крісло
Мільйонер — Гаряче крісло — українська інтелектуальна телепередача, що виходить на телеканалі «Інтер» з 15 лютого 2011 року. Програма створена за мотивами аналогічних закордонних програм Who Wants to Be a Millionaire? (укр. Хто бажає стати мільйонером? — в Україні називалася «Перший мільйон»), але, на відміну від них, проходить за правилами норвезької версії гри Vil du bli millionær? у режимі «Hot seat». Ведучий телевікторини — Володимир Зеленський. В ефірі розпочиналась по вівторках та четвергах о 22:33, з часом «змістилася» на неділю 19:10, з кінця травня транслювалася по суботах о 19:10. З кінця серпня 2011 року програма не транслюється (останній унікальний випуск відбувся 13 серпня 2011 року, останній ефір був 20 серпня 2011 року з повтором першого випуску).

## Правила гри
У грі беруть участь 6 гравців, які зареєструвалися на сайті телепрограми або за телефоном та пройшли відбірковий тур. Безпосередньо перед початком гри учасникам ставиться запитання. Чия відповідь була найближчою до правильної, той учасник першим обирає крісло, у якому він буде сидіти до запрошення у гру. Наступний пульт обирає гравець, чия відповідь була трохи далі від правильної тощо. Безпосередньо гра у гарячому кріслі розпочинається з гравцем, який обрав перше крісло.
Отже, існують 15 запитань та 6 гравців, з яких лише один виграє певну суму грошей. Підказки відсутні. Перший гравець розпочинає відповідати на запитання. Запитання мають чотири варіанти відповідей, з яких лише одна вірна. Також використовуються аудіо-, відео- та фотозапитання. Виграш за вірну відповідь на запитання розподіляється таким чином:
| Номер запитання | Сума виграшу за правильну відповідь |
| 15              | 1 000 000 грн.                      |
| 14              | 250 000 грн.                        |
| 13              | 150 000 грн.                        |
| 12              | 100 000 грн.                        |
| 11              | 50 000 грн.                         |
| 10              | 25 000 грн.                         |
| 9               | 16 000 грн.                         |
| 8               | 8 000 грн.                          |
| 7               | 4 000 грн.                          |
| 6               | 2 000 грн.                          |
| 5               | 1 000 грн. (неспалима сума)         |
| 4               | 500 грн.                            |
| 3               | 300 грн.                            |
| 2               | 200 грн.                            |
| 1               | 100 грн.                            |

Перші 5 запитань легкі, дається 20 секунд на обмірковування. Наступні 5 запитань належать до «середніх»; дається 40 секунд на обмірковування. Останні 5 запитань складні; дається хвилина на обмірковування.
Якщо гравець відповідає правильно на перше запитання, він переходить до другого запитання і так далі. Якщо він на якесь запитання відповість хибно, він залишає гру, і при цьому сума головного виграшу зменшується на один рівень (тобто від 1 000 000 до 250 000 гривень, потім до 150 000 гривень тощо). Другий гравець продовжує гру, відповідаючи на інше запитання того самого номіналу, де помилився попередній.
Якщо гравець не знає відповідь на запитання, то він може один раз на гру сказати «Пас». У цьому разі він залишає «гаряче крісло», але залишається в грі та зможе знову взяти участь у ній після участі всіх шести гравців, які або помилилися, або теж «спасували» (можливий варіант, що він не повернеться в гру). На запитання, де перший гравець сказав «пас», відповідає наступний; він не може скористатися «пасом» на цьому запитанні. Коли пройде повністю одне коло учасників, та до «гарячого крісла» знову повернеться перший гравець, він не може сказати «пас» вдруге.
Виграє гравець, який відповідає на останнє запитання у грі. Якщо він відповість вірно, він отримає суму головного виграшу на той момент; якщо помилиться, отримає неспалиму суму — 1000 гривень.

## SMS-гра
Під час основної гри у гарячому кріслі телеглядачі можуть взяти участь у SMS-вікторині. Перед початком основної гри на телеекрані з'являється запитання з чотирма відповідями. Телеглядачі відправляють SMS-повідомлення з правильним, на їх думку, варіантом відповіді. Число повідомлень не обмежено. З кожним повідомленням шанси окремого глядача виграти приз підвищуються. Прийом SMS триває до завершення основної гри. Після цього випадково обраний з числа тих, хто правильно відповіли, телеглядач отримує 5000 гривень.

## Виграш 1 мільйон гривень
- Надія Бельдій, виграш 1 000 000 гривень, ефір — 6 серпня 2011 року